# Ферендат (сатрап Египта V века до н. э.)

Карта деления империи Ахеменидов на сатрапии

Ферендат (др.-перс. Farnadāta) — второй персидский сатрап Египта в V веке до н. э. (в правление династии Ахеменидов в качестве египетской XXVII династии).

## Биография
Дарий I назначил Ферендата сатрапом Египта — вместо лишённого поста Арианда, объявленного мятежником.
Имя Ферендата упоминается в посланиях жрецов храма Хнума в Элефантине, обращённых к правителю Египта и датированных 492 годом до н. э. По мнению Струве, этот храм, в числе многих других разрушенный во время завоевания страны Камбисом II, был восстановлен в эпоху Дария I, оказывающего различные благодеяния местному духовенству. Жрецы направили Ферендату жалобу на то, что он до сих пор не назначил ни одного из предложенных ими кандидатов на высший пост в храме. В своём ответе египетский наместник подчеркнул, что может утвердить в качестве верховного жреца только того кандидата, который соответствует всем требованиям царя: не совершал проступка и «не находился на службе другого». Подобная детальная регламентация не случайна, так как в случае мятежа на крайнем юге этой отдалённой сатрапии бунтовщики могли получить помощь из соседней Нубии. Поэтому персидскому правительству было очень важно, чтобы важные должности занимали лица, лояльные к власти Ахеменидов. Из ранее предложенных кандидатов некоторые были настолько скомпрометированы своими сношениями с нубийцами, что отклонили приглашение явиться в ставку Ферендата и бежали.
Тем не менее, в 486 году до н. э. вспыхнуло антиперсидское восстание. До наших дней дошло письмо местного чиновника Хнумэмахета, датированное этим годом. Хнумэмахет извещает Ферендата о том, что бунтовщики, появившиеся в окрестностях Элементины, настолько осмелели, что могут напасть на караван с зерном, прибывший из Эфиопии. Этот мятеж был подавлен через два года Ахеменом, ставшим уже при Ксерксе I новым сатрапом Египта. По всей видимости, к этому времени Ферендат умер, возможно, насильственной смертью.